# KCS Power Cartridge

Foto van de KCS Power Cartridge-uitbreidingsmodule voor de Commodore 64 en 128.

De KCS Power Cartridge is een uitbreidingsmodule voor de Commodore 64 en Commodore 128, ontwikkeld door het Nederlandse bedrijf Kolff Computer Supplies (KCS). 
De cartridge werd uitgebracht in 1986 en bood diverse hulpmiddelen voor gevorderde gebruikers, waaronder een fastloader, machine code monitor en een zogenaamde freeze-functie.
De cartridge werd vooral in Nederland en België gebruikt, waar hij populair was onder programmeurs en hobbyisten. Het apparaat blijft onderwerp van interesse in retrocomputing-gemeenschappen.

## Geschiedenis
KCS werd opgericht in 1984 en richtte zich aanvankelijk op randapparatuur voor Commodore-systemen. De Power Cartridge werd in 1986 uitgebracht en kende een herziening in 1989 met minimale hardware-aanpassingen. De cartridge werd nooit officieel in de Verenigde Staten gedistribueerd, maar is onder verzamelaars internationaal in omloop geraakt.
De cartridge gebruikte productiejaren in plaats van versienummers. Zo werd “1985” getoond als sprite in vroege exemplaren, hoewel het apparaat pas later officieel werd uitgebracht.

## Functies
De Power Cartridge bood een reeks tools voor gevorderde gebruikers, waaronder:
- Fastloader: tot 6× sneller voor disk en 10× voor cassette.
- BASIC Toolkit: commando’s zoals AUTO, RENUM, MERGE, TRACE en UNNEW.
- Machine code monitor: assembler/disassembler, geheugendump, registerinspectie.
- Freezer: systeemstatus bevriezen en opslaan via het resetmenu.
- Resetopties: zachte of harde reset via externe knop.
- 128 bytes intern RAM op $DF00–$DF7F voor statusopslag.
- 16 kB firmware-ROM met embedded tools en menu-interface.[1]

Meertalige ondersteuning was standaard: Nederlands, Engels, Duits, Frans en Zweeds. De cartridge is volledig compatibel met moderne emulators zoals VICE.

## Documentatie
Handleidingen werden geleverd in meerdere talen. De oorspronkelijke Nederlandse versie werd later elektronisch vertaald naar het Engels, hoewel er nooit een officiële Engelstalige druk verscheen.

## Vergelijking
De Power Cartridge werd vaak vergeleken met andere utility-cartridges zoals de Final Cartridge III, Action Replay en Super Snapshot. Volgens gebruikers bood de Power Cartridge een eenvoudigere interface, goede stabiliteit en een functionele BASIC-toolset, hoewel het later als technisch verouderd werd beschouwd.

## Recensie en ontvangst
In een onafhankelijke recensie in het tijdschrift CURSOR uit 1986 werd de cartridge geprezen om zijn gebruiksvriendelijke structuur en snelle laadmogelijkheden, hoewel de prijs aan de hoge kant werd gevonden.

## Huidige status
Hoewel KCS zich vanaf de jaren 2000 richtte op navigatie- en IoT-oplossingen (zoals TraceME-modules), blijft de Power Cartridge populair bij verzamelaars. De ROM-bestanden worden nog steeds gedistribueerd via retroplatforms en de cartridge wordt ondersteund door hedendaagse hardware zoals de 1541 Ultimate II.